# Tanquecitos South Acres
Tanquecitos South Acres – jednostka osadnicza w Stanach Zjednoczonych, w stanie Teksas, w hrabstwie Webb.